# Carl LeBlanc

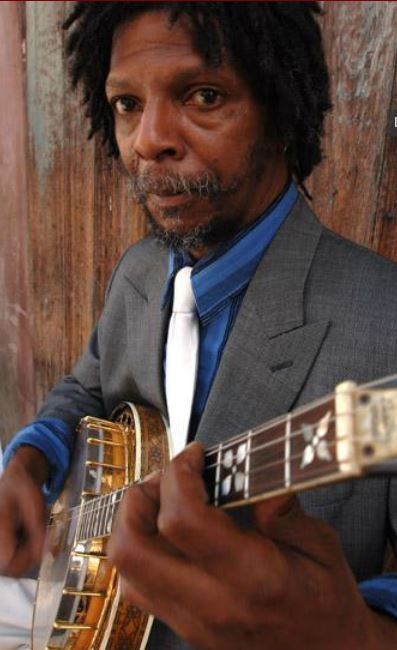
Carl LeBlanc (2015)

Carl LeBlanc (* 26. Mai 1955 in New Orleans) ist ein amerikanischer Jazzmusiker (Gitarre, Banjo, auch Gesang). LeBlanc ist für seine Arbeit sowohl im Avantgarde-Jazz als auch im traditionellen Jazz bekannt.

## Leben und Wirken
LeBlanc hörte als Kind in seiner Nachbarschaft häufig die Blasmusikparaden der Stadt. Doch erst der Auftritt der Beatles in der Ed Sullivan Show regte ihn zu musikalischer Beschäftigung an; er lernte, Gitarre zu spielen. Im Alter von 12 Jahren begann er mit einer Highschool-Band The Sonics lokal aufzutreten. Er erhielt ein Stipendium für die Columbia University, wo er Musikpädagogik studierte. Später machte er seinen Abschluss an der Southern University at New Orleans, wo er bei Kidd Jordan studierte.
LeBlanc legte 1975 sein Debütalbum vor, nahm aber dann auch mit James Rivers (Olé) auf. Mitte der 1980er Jahre zog LeBlanc nach Philadelphia, um mit Sun Ra zu spielen. Mit dem Sun Ra Arkestra ist er auf Alben wie Reflections in Blue (1986), Hours After (1986) oder Blue Delight (1988) zu hören.
Nach seiner Rückkehr nach New Orleans hat LeBlanc weitere Soloalben aufgenommen, auf denen er die verschiedenen Stile des traditionellen Jazz, des Avantgarde-Jazz, des Bebop und der New-Orleans-Tradition, namentlich den Mardi Gras Indian- und den Second Line-Stil, vermischt. Als Nachfolger von Narvin Kimball war er zudem als Banjospieler in der Preservation Hall tätig; er leitete auch die Preservation Hall Junior Jazz and Heritage Band.
Weiterhin gehörte er ab 1995 zur Band von Eddie Bo. Er trat auch mit Fats Domino, Screamin’ Jay Hawkins, der Dirty Dozen Brass Band, Allen Toussaint, Bo Diddley, Ellis Marsalis, The Blind Boys of Alabama und Irvin Mayfield auf und ist zudem auf Aufnahmen von Lucien Barbarin, Johnny Adams, der Treme Brass Band, von Pretty Lights und des Sun Ra Arkestra (Lights on a Satellite, 2024) zu hören. Er gilt als ein Pfleger und Weitergeber des musikalischen Erbes von New Orleans.

## Diskographische Hinweise
- Sidewalk Serenade (1975)
- Bebop (CleB Music 1991)
- Gazebo Afternoon (2004)
- New Orleans’ Seventh Ward Griot (Preservation Hall, 2008)
- Partners (2009)
- Those Who Have Ears (2011, mit Leon „Kid Chocolate“ Brown, Kris Royal, Thaddeus Richard, Donald Ramsey, Terrence Higgins)
- Justin Case (2012, mit Jamil Sharif, Willie Singleton, Nicholas Payton, Julius Handy, Alonzo Bowens, Fredrick Kemp, George French, Chris Severin, Bob French, Bunchy Johnson, sowie Placide Adams, Eddie Bo, Yolanda „Pebbles“ Windsay, Jo Lynda „Kiki“ Phillips)